# Abdallah Beyhum

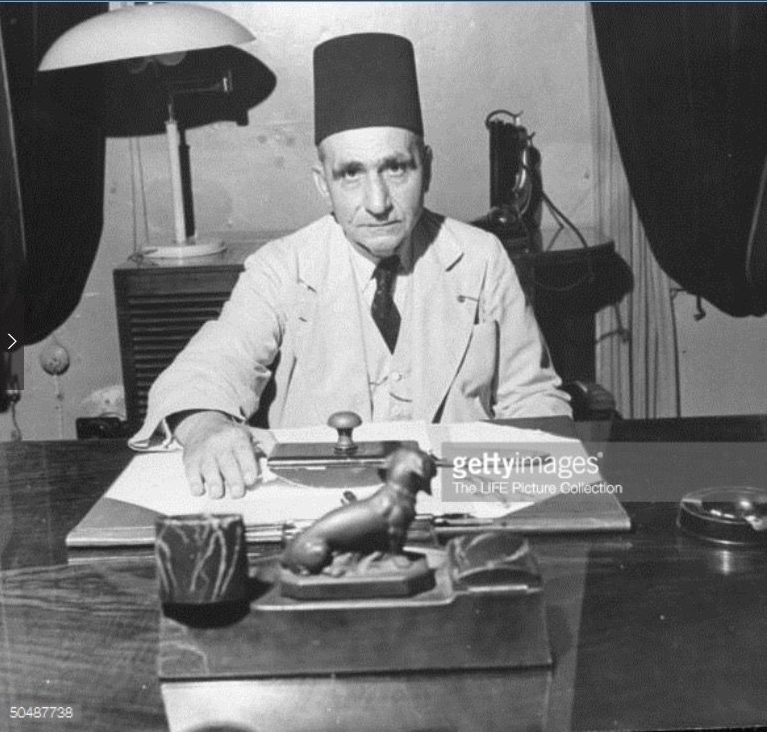
Abdallah Beyhum

Abdallah Beyhum (auch Abdullah Bayhum) (* 1879; † 1962) war ein Politiker des Großlibanon.
Er war Ministerpräsident des Libanon vom 29. Januar 1934 bis zum 30. Januar 1936 sowie vom 21. September 1939 bis zum 4. April 1941. Ein drittes und letztes Mal wurde er Regierungschef vom 21. Juli 1943 bis zum 25. September 1943. Danach bot er einen Empfang zum Ehren von Béchara el-Khoury an, den soeben gewählten Präsidenten der Republik; dieser Empfang war politisch heikel, da der Libanon noch ein Völkerbundsmandat war und die französischen Autoritäten gegen die Wahl von Béchara el-Khoury zum Präsidenten waren, weshalb Beyhum am 11. November 1943 inhaftiert wurde.
Beyhum trug zeitlebens den osmanischen Fes.